# Zbigniew Ptasiewicz
Zbigniew Andrzej Ptasiewicz (ur. 11 grudnia 1950 w Ziębicach) – polski działacz partyjny, politolog i samorządowiec, regionalista, doktor nauk humanistycznych, w latach 2001–2002 członek zarządu województwa mazowieckiego.

## Życiorys
Absolwent studiów dziennikarskich na Wydziale Dziennikarstwa i Nauk Politycznych Uniwersytetu Warszawskiego. Obronił doktorat z zakresu nauk o polityce. Wykładał w Państwowej Uczelni Zawodowej im. Ignacego Mościckiego w Ciechanowie oraz Akademii Humanistycznej im. Aleksandra Gieysztora w Pułtusku; na drugiej z uczelni został dziekanem Wydziału Turystyki, Hotelarstwa i Promocji Środowiska oraz dyrektorem Instytutu Marketingu i Reklamy. Objął funkcję prezesa Ciechanowskiego Towarzystwa Naukowego. Autor publikacji książkowych i prasowych dotyczących głównie historii regionu ciechanowskiego.
Działał w Związku Młodzieży Socjalistycznej i Związku Harcerstwa Polskiego. W 1970 wstąpił do Polskiej Zjednoczonej Partii Robotniczej, został m.in. sekretarzem POP PZPR w Urzędzie Wojewódzkim w Ciechanowie oraz członkiem egzekutywy tamtejszego Komitetu Wojewódzkiego PZPR (1989–1990). Od 1979 do 1981 był redaktorem „Tygodnika Ciechanowskiego” (dodatku do „Trybuny Mazowieckiej”), później został rzecznikiem wojewody Jerzego Wierzchowskiego. Przez wiele lat pracował w Urzędzie Wojewódzkim w Ciechanowie, od 1984 kierował w nim Wydziałem Zatrudnienia i Spraw Socjalnych.
W III RP związał się z Sojuszem Lewicy Demokratycznej, zajmował stanowisko dyrektora wydziału planowania regionalnego w ciechanowskim urzędzie wojewódzkim oraz szefa Mazowieckiego Biura Planowania Przestrzennego. 10 grudnia 2001 wybrany na członka zarządu województwa mazowieckiego (po zmianie składu władz wskutek wyborów parlamentarnych). Zajmował stanowisko do końca kadencji 26 listopada 2002, w tym samym roku kandydował do sejmiku mazowieckiego. Później pracował m.in. jako zastępca kierownika wydziału w starostwie powiatowym w Ciechanowie. Kandydował do rady powiatu ciechanowskiego ramienia lokalnego komitetu w 2006 i 2010, a w 2014 z listy SLD.

## Odznaczenia
Odznaczony Krzyżem Kawalerskim Orderu Odrodzenia Polski (2005) za wybitne zasługi w pracy zawodowej, a także wyróżniony tytułem Ciechanowianina Roku 2017.